# Велимир Радичевић
Велимир Вецо Радичевић (Горичани, код Подгорице, 14. јун 1914 — Београд, 18. април 2017), учесник Народноослободилачке борбе, генерал-потпуковник ЈНА и народни херој Југославије.

## Биографија
Рођен је 14. јуна 1914. године у Горичанима, код Подгорице, у сељачкој породици. Основну школу завршио је у свом селу, а пет разреда гимназије у Подгорици, после чега се вратио у село и до Другог светског рата се углавном бавио земљорадњом. Неко време је био и благајник Удружења произвођача дувана у Подгоричком срезу.
Већ од 1933. године, почео је да сарађује са скојевцима и учествовао у акцијама које је организовала Комунистичка партија Југославије (КПЈ). После одслужења војног рока, средином 1936. године, био је примљен за члана КПЈ. Неколико месеци касније, постао је секретар ћелије КПЈ у свом селу и члан општинског партијског бироа. Крајем 1937, постао је члан Комисије за рад с омладином при Покрајинском комитету КПЈ за Црну Гору и Боку. Следеће године, постао је члан Покрајинског комитета СКОЈ-а. Истовремено је био и члан Среског комитета СКОЈ-а Подгорица, а посебно је руководио организацијом СКОЈ-а у Зети.
Априла 1937. године, покушао је да се с групом другова пребаци у Шпанију, али га је полиција у Сутомору ухватила. Неколико је пута био хапшен, а једном је због своје комунистичке делатности био изведен пред Војни суд. Пред рат је био затворен у логору у Смедеревској Паланци. Након распуштања логора, отишао је у Боку которску, а затим се вратио у своје село.

### Народноослободилачка борба
После окупације Југославије 1941, учествовао је у припремама КПЈ за оружани устанак, прикупљајући оружје и муницију, учествовао у формирању оружаних група по селима и остало. У Пљеваљској бици, 1. децембра 1941, учествовао је као бомбаш. После те битке, остао је у Санџаку и ушао у састав Првог црногорског комбинованог батаљона (Зетско-подгоричка чета) Црногорско-санџачког одреда, у коме је остао све до расформирања тог одреда, почетком марта 1942. године.
После повратка у Зету, у марту 1942. године, ушао је у састав Зетског батаљона. После тога, прешо је у Никшићки батаљон, у коме је био заменик политичког комесара чете. Убрзо је из овог батаљона отишао на Сињајевину и ушао у састав Дурмиторског одреда, где је вршио дужност руководиоца СКОЈ-а у једном батаљону.
Приликом формирања Пете пролетерске црногорске ударне бригаде, ушао је у њен састав као заменик политичког комесара Прве чете Четвртог батаљона. Током Четврте непријатељске офанзиве, постао је заменик политичког комесара Четвртог батаљона Пете пролетерске бригаде и на тој дужности остао до завршетка Пете непријатељске офанзиве.
Током прве половине 1943. године, учествовао је у многим борбама Пете пролетерске бригаде, попут борби на Трескавици, око Горњег Вакуфа, на Торлаковцу, у Новом Шехеру, Тешњу, Прозору, Коњицу, Невесињу, Јаворку и Биочу.
После завршетка Пете непријатељске офанзиве, постао је заменик политичког комесара Пратећег батаљона Врховног штаба НОВЈ. Исте године, завршио је виши партијски курс при Централном комитету КПЈ, да би почетком децембра 1943. био постављен за заменика политичког комесара Девете бригаде Двадесете дивизије, а нешто касније за руководиоца Политодела 20. дивизије. Крајем 1944. године, био је постављен за заменика политичког комесара Српске дивизије Корпуса народне одбране Југославије (КНОЈ).

### Послератни период
Средином 1945. године, укидањем функција помоћника политичких комесара, био је постављен за инспектора у Политичкој управи КНОЈ-а, јануара 1946. године за политичког комесара Девете дивизије КНОЈ-а, а средином 1947. године за политичког комесара Официрске школе КНОЈ-а у Бјеловару.
Године 1950, после завршетка двогодишње Више партијске школе „Ђуро Ђаковић“, постављен је за политичког комесара дивизије у Зајечару. Године 1953, био је упућен у Вишу војну академију ЈНА, коју је завршио две године касније и после тога био постављен за помоћника команданта дивизије за политичко-управне послове у Титовом Ужицу.
Од 1958. био је инструктор у Организационом секретаријату Опуномоћства Централног комитета СКЈ за ЈНА, а од 1959. до 1963. године био је на дужности помоћника команданта Нишког војног подручја за политичко-правне послове. Истовремено га је ЦК СКЈ именовао за руководиоца Опуномоћства ЦК СКЈ за Нишко војно подручје. Од 1968. до 1970. године, био је на располагању у Београдској војној области, а јануара 1971. године, био је пензионисан у чину генерал-потпуковника ЈНА.
Био је делегат на Петом, Шестом, Седмом, Осмом и Деветом конгресу Савеза комуниста Југославије. Као један од најстаријих живих бораца НОР-а и најстарији живи народни херој Југославије, последњих година живота је био почасни председник СУБНОР-а и Савеза антифашиста Црне Горе.
Преминуо је 18. априла 2017. године у својој 103. години. У тренутку смрти био је најстарији народни херој, као и један од укупно троје који су живели у Београду. Сахрањен је 22. априла у Алеји народних хероја на Новом гробљу у Београду.
Носилац је Партизанске споменице 1941. и више југословенских одликовања, међу којима су — Орден Републике са златним венцем, Орден заслуга за народ са златном звездом, Орден братства и јединства са златним венцем, Орден народне армије са ловоровим венцем, Орден за храброст и Орден партизанске звезде са пушкама. Орденом народног хероја одликован је 10. јула 1953. године.